# Château Mackenzie
Le château Mackenzie (en italien : Castello Mackenzie) est un manoir historique situé dans le quartier collinaire de Castelletto surplombant la vieille ville de Gênes, au nord de la cité. C'est un exemple de l'architecture néo-Gothique.

## Histoire
Le château a été construit sur une villa préexistante, elle-même bâtie à l'époque sur le site de murs Génois du XVIe siècle.
Construit en 1893-1905, il a été conçu dans le style néo-gothique par l'architecte Art nouveau Gino Coppedè sur commande d'Evan Mackenzie, un courtier d'assurance, dont la famille vivait ici depuis 26 ans.
En 1956, il a été déclaré monument national. Trente ans plus tard, il a été acquis par le collectionneur Américain Mitchell Wolfson, Jr. Les travaux de restauration qu'il a entrepris sont restés inachevés, et en 2002, le château est vendu à la maison de vente aux enchères Cambi. Celle-ci l'a fait restaurer par l'architecte Gianfranco Franchini. Le manoir a été ouvert au public en 2004 et est maintenant utilisé comme un espace public à des fins scientifiques ou à des expositions culturelles.

## Vues extérieures

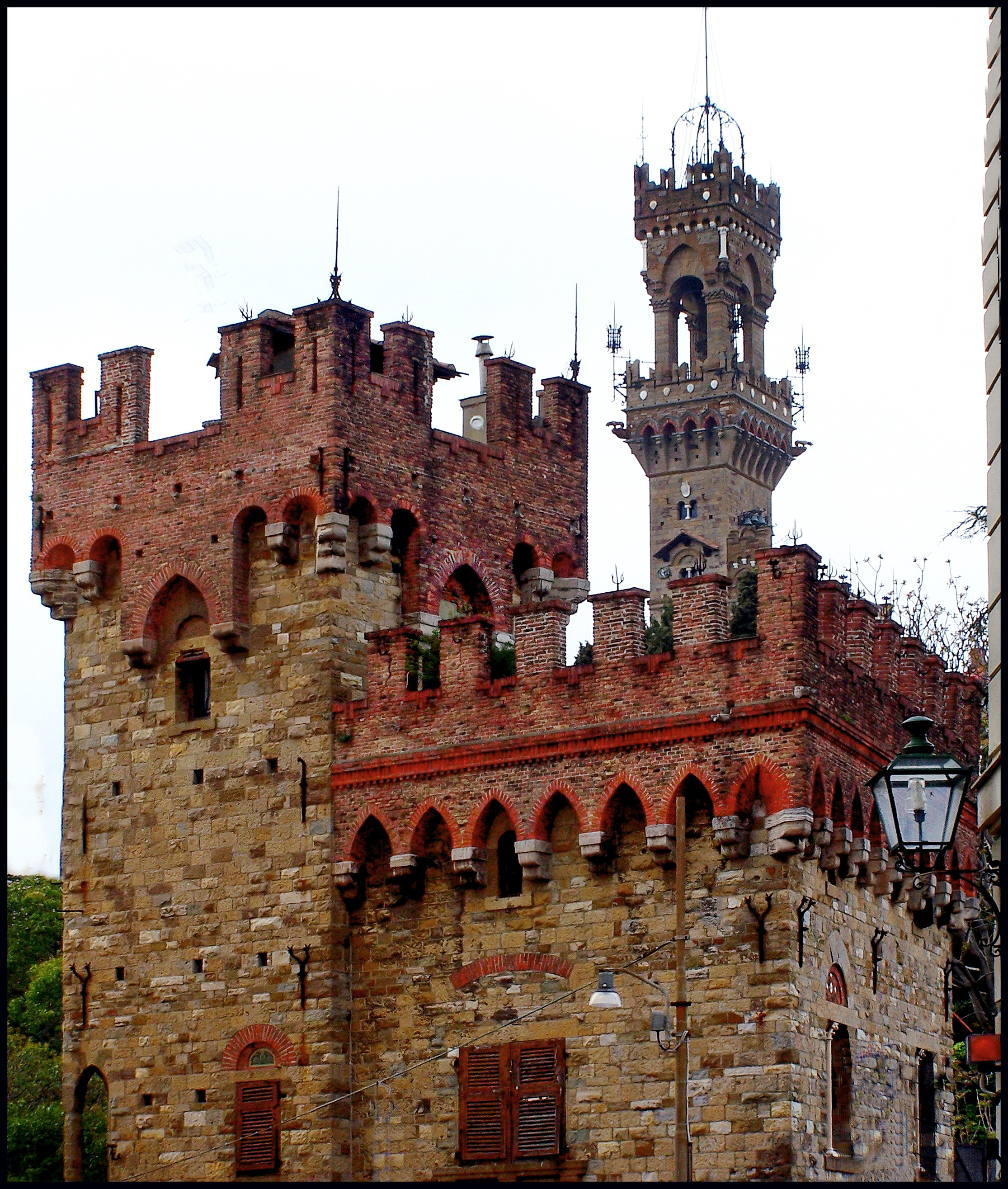
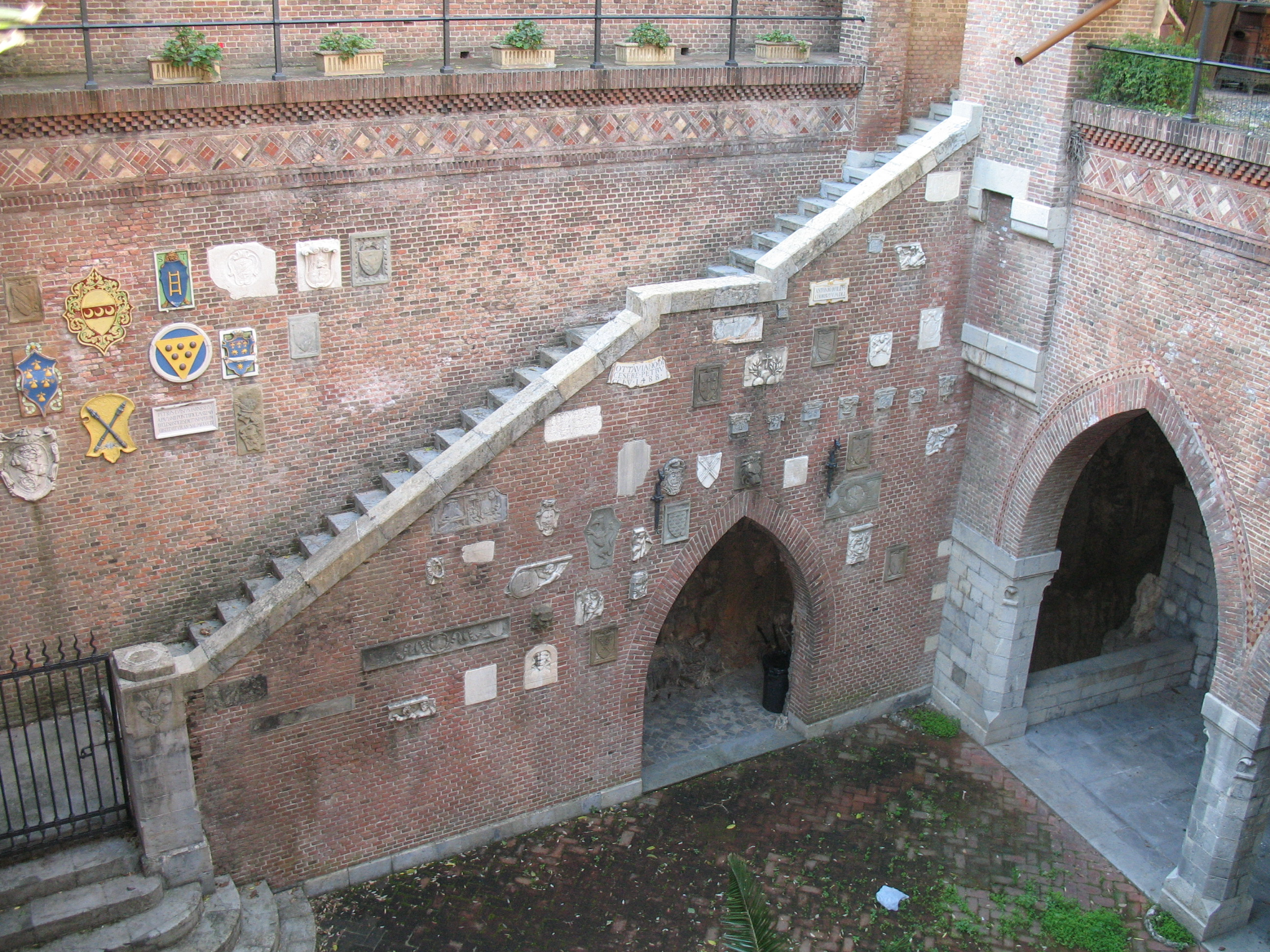
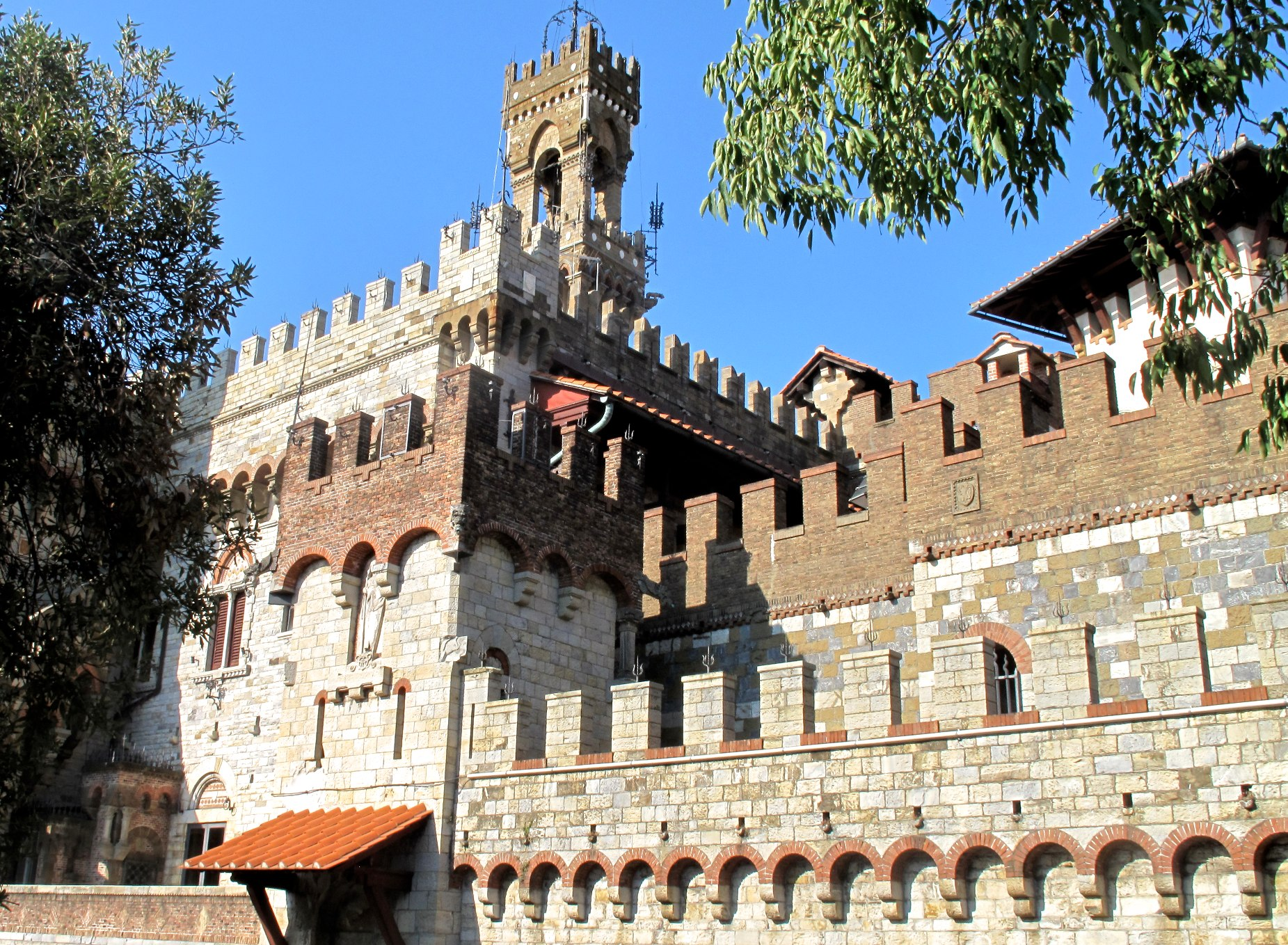
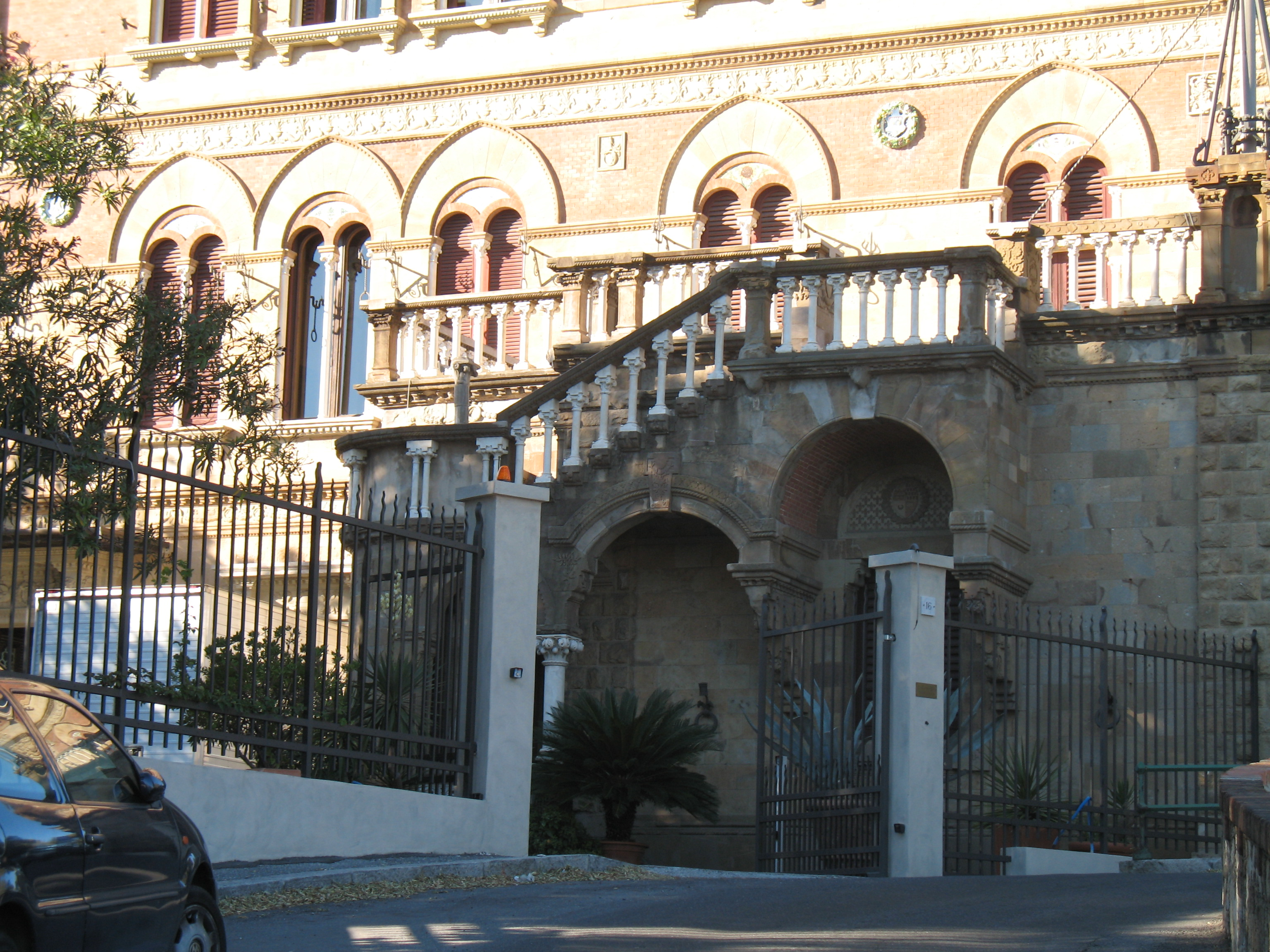